# Puya cerrateana
Puya cerrateana är en gräsväxtart som beskrevs av Lyman Bradford Smith. Puya cerrateana ingår i släktet Puya och familjen Bromeliaceae.
Artens utbredningsområde är Peru. Inga underarter finns listade i Catalogue of Life.